# Ursula Sellschopp

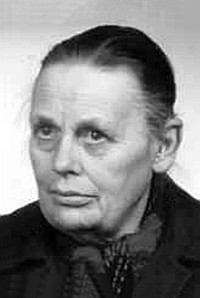
Ursula Sellschopp

Ursula Charlotte Annemarie Sellschopp (geb. 12. August 1915 in Bauhof (Güstrow); gest. 26. Januar 1998 in Frankfurt (Oder)) war eine deutsche Gynäkologin.

## Leben
Ursula Sellschopps Vater Karl Ludwig Emil Sellschopp (1870–1921) war Gutspächter auf dem der Stadt Güstrow gehörenden Bauhof. Er starb mit nur 45 Jahren, als sie 5 Jahre alt war. Ihre Mutter Klara Sellschopp (geb. Greppi, * 1891) zog von da an ihre Kinder Karl Wilhelm Paul Walter Sellschopp (1912–1945), Ursula und Günther Gerd Karl Friedrich Sellschopp (1917–1944) alleine groß. Ursula musste früh mit anpacken. Als bei einem Aufsatzwettbewerb ein jüdisches Mädchen die mit Abstand beste Arbeit abliefert, Ursula die Auszeichnung aber aufgrund ihres „besseren Stammbaums“ bekam, gab sie die Auszeichnung an die eigentliche Siegerin weiter. Ursula Sellschopp studierte in Rostock, Hamburg und München. Ihre Facharztausbildung erhielt sie bei Walter Stoeckel an der Charité in Berlin. 1940 erlangte Ursula Sellschopp mit der Dissertation Die alimentäre Essigesterkurve im unbehandelten, alkalisierten und angesäuertem Blut, ihre Beeinflussung durch Hormone (Insulin, Thyroxin, Adrenalin, Hypophysin, Praeloban), durch Hormone und Glukose und durch Genußgifte (Nikotin, Coffein) ihren Dr. med. Nach Abschluss ihres Studiums 1940, mitten im Zweiten Weltkrieg, wurde sie als Frauenärztin an die Charité dienstverpflichtet. Sie soll auch bei Bombenangriffen bei den Patientinnen geblieben sein.
Nach Ende des Krieges erlebte sie, wie viele Frauen mit dem Pferdewagen aus Frankfurt (Oder) zur frauenärztlichen Versorgung nach Berlin gebracht wurden. Durch Frankfurts Grenzlage zogen nach Beendigung des Krieges große Flüchtlingsströme durch die Stadt, die Gefahr von Seuchen war allgegenwärtig. Daraufhin entschloss sich Ursula Sellschopp im Frühjahr 1946, gemeinsam mit einer Krankenschwester nach Frankfurt (Oder) zu gehen. Dort richtete sie im Evangelischen Krankenhaus Lutherstift eine Gynäkologische Station und eine Abteilung für Geschlechtskrankheiten ein und arbeitete intensiv in der Mütterberatung. Unterstützung bekam sie von den Säuglings- und Krankenschwestern, die in der stiftseigenen Schwesternschule ausgebildet worden waren. Die ersten Krankenbetten bezahlte sie aus der eigenen Tasche. Bedarf kaufte sie von eigenem Geld Schuhe für Krankenschwestern. Neben ihrer Qualifikation als Gynäkologin eignete sie sich mit Hilfe von Frankfurts einziger Kinderärztin Hildegard Duffing (1914–1977), ein umfangreiches pädiatrisches Wissen an. Auf der von ihr aufgebauten Wachstation konnten auch Neugeborene und Säuglinge betreut werden. Durch ihre zusätzliche Tätigkeit in der Poliklinik als so genannte Zusatz-Stelle konnte sie auch Klinikeinweisungen vornehmen. Sie wohnte bis 1979 im Pfarrhaus des Lutherstifts und erschien jeden Morgen um 6 Uhr zum Dienst; auch an Sonn- und Feiertagen. Viele Patientinnen erinnern sich an Ursula Sellschopp als eine Frau mit strenger Frisur und hochgeschlossenem Kittel, die einen etwas rauen und sehr direkten Umgangston an den Tag legte. Sie war als hervorragende Operateurin und umfassend gebildete Geburtshelferin anerkannt, die sich in einer männlichen Domäne als Ärztin behauptet hatte.
Nach der Wende und friedlichen Revolution in der DDR eröffnete sie 1990 mit 75 Jahren in Frankfurt (Oder) in der Gubener Straße 3 eine eigene Praxis. Im Frühjahr 1997 setzte sie sich zur Ruhe. Im Oktober 1997 wurde Ursula Sellschopp zur Ehrenbürgerin der Stadt Frankfurt (Oder) ernannt. Sie hatte bei über 20.000 Geburten geholfen. Am 23. Januar 1998 wurde Ursula Sellschopp stark erschöpft ins Lutherstift eingeliefert. Am 26. Januar 1998 starb sie in dem Zimmer an Herzversagen, in dem sie über 30 Jahre gearbeitet hatte.
2012 wurde auf Initiative der Frauenbeauftragten der Stadt Frankfurt (Oder) Sabine Stuchlick eine bis dahin namenlose Straße in Frankfurt (Oder)-West nach Ursula Sellschopp benannt.